# Indigofera stricta
Indigofera stricta är en ärtväxtart som beskrevs av Carl von Linné d.y.. Indigofera stricta ingår i släktet indigosläktet, och familjen ärtväxter. Inga underarter finns listade i Catalogue of Life.